# Il marchio del diavolo
Il marchio del diavolo è il quarto romanzo dello scrittore statunitense Glenn Cooper. È uscito in Italia il 7 dicembre 2011.
The Devil Will Come è stato tradotto in francese, polacco, spagnolo e italiano.

## Trama
Il libro è ambientato principalmente in Italia e nel Vaticano, ma anche in Gran Bretagna, Slovenia, Paesi Bassi e Francia. La storia tocca diversi periodi storici: l'Antica Roma, il Cinquecento e i giorni nostri. Narra le vicende di una giovane suora italiana, suor Elisabetta, che dovrà sventare un antichissimo complotto riguardante la profezia di Malachia. Questo complotto coinvolge esseri umani malvagi dotati di coda, chiamati "Lemuri".

## Personaggi

### Personaggi (antica Roma)
- Aniceto, liberto, adulatore di Nerone nonché suo sicario di fiducia.
- Balbillo, astrologo.
- Gaio Ofonio Tigellino, prefetto del pretorio, braccio destro di Nerone.
- Epafrodito, lemure greco al servizio di Nerone.
- Poppea, moglie di Nerone.
- Vibio, braccio destro di Balbillo

### Personaggi (Roma medievale)
- Malachia, arcivescovo irlandese.

### Personaggi (Cinquecento)
- Burghley, segretario del tesoro.
- Charles Howard, lord, ammiraglio della corona.
- Christopher Marlowe, studente del Benet College a Canterbury, è un lemure.
- Christopher Pashley, studente che ha vinto la borsa di studio istituita dall'arcivescovo Matthew Parker.
- Edward Alleyn, miglior attore d'inghilterra.
- Francis Walsingham, segretario di stato, è un lemure.
- Girolamo Simoncelli, cardinale lemure di Orvieto.
- John Dee, astrologo della regina, è un lemure.
- John Marlowe, padre di Christopher, calzolaio.
- Katherine, madre di Christopher.
- Maria Stuart, regina di Scozia.
- Ottaviano Mascherino, astronomo amico di John Dee.
- Matthew Parker, arcivescovo che istituisce una borsa di studio.
- Norgate, rettore del Benet College di Canterbury.
- Robert Cecil, studente più vecchio di Christopher Marlowe, molto bravo, figlio di Burghley, è un lemure.
- Thomas Kyd, omosessuale drammaturgo ha una storia con Christopher Marlowe.

### Personaggi principali (giorni nostri)
- Carlo Celestino, professore di matematica alla Sapienza di Roma, padre di Elisabetta.
- Damjan Krek, miliardario sloveno, lemure.
- Elisabetta Celestino, protagonista del romanzo, dottoranda alla Sapienza di Roma.
- Micaela Celestino, sorella di Elisabetta e Zazo.
- Zazo, poliziotto, collega di Marco, fratello maggiore di Elisabetta.

### Personaggi secondari (giorni nostri)
- Achille, monsignore segretario privato di Aspromonte.
- Aldo Vani, lavora per Damjan Krek, ha avuto il compito di eliminare Elisabetta.
- Arturo, ragazzo di Micaela.
- Aspromonte, cardinale, segretario di stato e Camerlengo di Santa Romana Chiesa.
- Bruno Ottinger, professore all'università di Ulm in Germania.
- Capozzoli, poliziotto collega di Zazo.
- Cristina, dottoressa ortopedico, coinquilina di Elisabetta.
- Daniel Friedrich, preside della facoltà di ingegneria dell'università di Ulm.
- Diaz, cardinale, decano del collegio cardinalizio.
- Flavia Celestino, moglie di Carlo, madre di Elisabetta.
- Franz Sonnenberg, ispettore generale delle Guardie Svizzere.
- Gerhardt Glauser, ispettore delle guardie svizzere lavora per BRM società di sicurezza.
- Giaccone, cardinale, presidente della pontificia commissione di archeologia sacra.
- Hermann Straub, professore all'università di Ulm, collega di Bruno Ottinger.
- Ivo Krek, padre di Damjan Krek.
- Junko Mulej, guardaspalle di Krek.
- Lorenzo Rosa, poliziotto collega di Zazo.
- Luca Loreti, ispettore generale della gendarmeria vaticana.
- Marco, poliziotto, fidanzato di Elisabetta.
- Matthias Hackel, lavora per Damjan Krek, capo di Gerhardt Glauser.
- Matthias Hackel, seconda autorità delle Guardie Svizzere.
- Pascal Tremblay, assistente del cardinale Diaz.
- Peter Michael Gunter, medico tedesco.
- Rinaldi, professore alla Sapienza di Roma.
- Tommaso De Stefano, professore alla Sapienza di Roma.
- Zarilli, medico del Pontefice.

## Edizioni in italiano
- Glenn Cooper, Il marchio del diavolo, traduzione di F. Frulla e R. Cristofani, Nord, 2011, ISBN 978-88-429-1672-7.
- Glenn Cooper, Il marchio del diavolo: romanzo, traduzione di Roberta Cristofani e Francesca Frulla, Milano: TEA 2017